# Fernando Colomo
Fernando Colomo Gómez (Navalcarnero, Madrid; 2 de febrero de 1946) es un director de cine, actor, guionista, productor y arquitecto español.

## Biografía
Con 17 años rodó su primer corto (sin título, en 8 mm y blanco y negro) con un presupuesto de 250 pesetas costeado entre 10 compañeros del colegio.
Ante la imposibilidad de matricularse en la Escuela Oficial de Cine (EOC), ya que se exigía tener más de 21 años, lo hizo en la Escuela Técnica Superior de Arquitectura de Madrid (ETSAM).
Paralelamente, en 1970 se matriculó en la EOC, especialidad de Decoración, y rodó un corto (Sssouffle, en Super 8 mm.) que ganó l primer premio en el Festival de Alcalá de Henares. Finalizó la carrera de Arquitectura en 1972 y con sus primeros trabajos se auto-produjo varios cortos; el último, Pomporrutas Imperiales (1976), Premio del Círculo de Escritores Cinematográficos (CEC) y el segundo premio en el Festival de Cortometrajes de Huesca.
En 1977 formó, con un grupo de compañeros arquitectos, La Salamandra P.C. y rodó su primer largometraje, con Carmen Maura en su primer papel protagonista, Tigres de Papel. Presentada en el Festival Internacional de Cine de San Sebastián, fue considerada por la crítica como la revelación del festival. El film, rodado íntegramente con sonido directo, una novedad en la época, sorprendió por la naturalidad de unos actores poco conocidos y consiguió los premios del CEC al mejor guion, actriz revelación y mejor actor; el Luis Buñuel como revelación y el Sant Jordi como mejor película española del año.
Al año siguiente rodó también con Carmen Maura de protagonista, ¿Qué hace una chica como tú en un sitio como este?, que le consagró como el padre de lo que se denominó Nueva comedia madrileña y supuso el descubrimiento del grupo Burning, referente de la Movida madrileña. 
En 1980 produjo Opera Prima, el debut de Fernando Trueba, que fue la película española más taquillera del año, estrenándose en varios países y ganando premios en los festivales de Venecia y Chicago. El mismo año dirige La mano negra, que es seleccionada en los festivales de Montreal y Los Ángeles y gana el primer premio en el MystFest de Cattolica (Italia).
Ya en 1983, con un equipo de 5 personas y un manuscrito de 6 páginas, rodó en 16 mm en la ciudad de Nueva York La línea del cielo, un film autobiográfico con Antonio Resines (alter ego del propio Colomo) encabezando un reparto de actores no profesionales que se interpretaban a sí mismos. El film es seleccionado para el London Film Festival y para el festival New Directors/New Films de Nueva York. Gracias a las favorables críticas como la de The New York Times (“Mr. Colomo discovers comedy everywhere”) la película se estrenó en EE. UU.. 
Su siguiente proyecto El caballero del dragón (1985), una superproducción internacional con Harvey Keitel, Klaus Kinski, Fernando Rey y Miguel Bosé, que contaba la historia de un extraterrestre que aparece en plena Edad Media fue un fracaso comercial pese a ser la séptima en recaudación debido a su elevado presupuesto cosechando malas críticas. Años después acabó por convertirse en una película de culto, especialmente en EE. UU.. La recuperación llegaría con La vida alegre una comedia con Verónica Forqué (Goya mejor actriz), Antonio Resines, Massiel, Ana Obregón y Miguel Rellán que se convirtió en un gran éxito y es vendida a numerosos países. 
Cerró la década de los 80 con Bajarse al moro, versión cinematográfica de la obra teatral homónima de José Luis Alonso de Santos. Con Verónica Forqué, Antonio Banderas, Juan Echanove, Aitana Sánchez-Gijón, Chus Lampreave y Miguel Rellán, se convierte en la película más taquillera de 1988 y en una referencia del cine español de los ochenta.
En los noventa rodó, entre otras, Alegre ma non troppo (1994) con Penélope Cruz y Pere Ponce, que gana el premio al mejor film en el Festival de Cine Internacional de París, El efecto mariposa (1995), rodada en Londres con Coque Malla, María Barranco y Rosa María Sardá y Los años bárbaros (1997) basada en la fuga de Nicolás Sánchez-Albornoz y Manuel Lamana del Valle de los Caídos, con Ernesto Alterio y Jordi Mollá. Un éxito de taquilla seleccionado en el Festival de cine de Toronto (TIFF).
Luego filmó Al sur de Granada (2002), un biopic sobre la vida del hispanista Gerald Brenan y su juventud en las Alpujarras, seleccionado en el Festival de cine de Toronto (TIFF) y en la terna para representar a España en los premios Oscar. Después, El próximo oriente (2006) sobre la colonia de bangladesíes en el barrio madrileño de Lavapiés, Isla bonita (2015) rodada en Menorca, sin diálogos escritos, con un equipo técnico de 6 personas y  jóvenes actores sin experiencia profesional, como Olivia Delcán o Lluís Marqués, y otros no profesionales que se interpretaban a sí mismos (incluido el propio Colomo). La película obtuvo el Premio Sant Jordi a la mejor película española del año, los premios Cartelera Turia a mejor actriz y actor revelación a Olivia Delcán y Fernando Colomo y una nominación en los Goya como mejor Actor Revelación a Fernando Colomo.
La tribu (2018) con Paco León y Carmen Machi superó el millón de espectadores y en el Monte-Carlo Film Festival ganó los premios a mejor película y mejor actriz (Carmen Machi). 
Poliamor para principiantes (2021) con Karra Elejalde, Quim Ávila y María Pedraza, realizada con el apoyo de Amazon Prime fue número 1 en dicha plataforma. 
En 2024 rueda Las delicias del jardín, con Carmen Machi y Antonio Resines. 
En televisión creó, junto con los guionistas Joaquín Oristrell y Pedro Febrero, la serie Las chicas de hoy en día (1991), 26 capítulos de 30 minutos de duración, producida por TVE y protagonizada por Carmen Conesa y Diana Peñalver. Contaba la amistad de dos jóvenes actrices, una catalana y una sevillana, que llegaban a Madrid para buscarse la vida. Por su planteamiento de producción, rodada en celuloide 16 mm y exteriores e interiores naturales y su temática, abiertamente moderna y feminista, supuso un soplo de aire fresco frente a las habituales series de la televisión pública. 
También dirigió la series ¡Ay, Señor, Señor! (1994), Famosos y familia (1999, TVE), Dime que me quieres (2001, Antena3), Los 80 (2004, Telecinco) y El pacto (2010, Telecinco). 
Ha colaborado como actor en las series Las chicas de hoy en día (1991), ¡¡Ay, Señor, Señor! (1994), Más que amigos (1999. Telecinco), Paquita Salas (2018, Netflix), Sentimos las molestias (2023, Movistar Plus+)  y fue unos de los protagonistas de Diarios de la cuarentena (2021, TVE). 
Como productor, junto a Beatriz de la Gándara, ha producido las operas primas de Fernando Trueba, Iciar Bollaín, Mariano Barroso, Daniel Calparsoro, Inés París y Daniela Fejerman, Azucena Rodríguez, Miguel Bardem, Alfonso Albacete y David Menques, entre otros.
En 2021 Colomo y Beatriz de la Gándara fueron distinguidos con la Medalla de Oro de EGEDA en la 26.ª edición de los Premios José María Forqué. El galardón reconoce su trabajo conjunto durante más de 25 años en los que se destaca "una firme apuesta por nuevos realizadores que se han convertido en grandes figuras de nuestra industria, así como una gran tenacidad y constancia para sacar adelante sus propios proyectos", en palabras de Enrique Cerezo, presidente del Consejo de Administración de EGEDA.

## Filmografía

### Largometrajes
- Tigres de papel (1977)
- ¿Qué hace una chica como tú en un sitio como éste? (1978)
- Cuentos eróticos (1979)
- La mano negra (1980)
- Estoy en crisis (1982)
- La línea del cielo (1983)
- El caballero del dragón (1985)
- La vida alegre (1987)
- Miss Caribe (1988)
- Bajarse al moro (1988)
- Rosa Rosae (1993)
- Alegre ma non troppo (1994)
- El efecto mariposa (1995)
- Eso (1997)
- Los años bárbaros (1998)
- Cuarteto de La Habana (1999)
- Al sur de Granada (2003)
- ¡Hay motivo! (2004, sección "Mis 40 euros")
- El Próximo Oriente (2006)
- Rivales (2008)
- La banda Picasso (2012)
- Isla bonita (2015)
- La tribu (2018)
- Antes de la quema (2019)
- Poliamor para principiantes (2021)
- Cuidado con lo que deseas (2021)
- Las delicias del jardín (2024)

### Cortometrajes y series
- Sssouffle (1971, Super 8)
- Mañana llega el presidente (1973, 16 mm.)
- En un país imaginario (1974)
- Usted va a ser mamá (1976)
- Pomporrutas imperiales (1976)
- Las chicas de hoy en día (1991, serie TV)
- Famosos y familia (1999, serie TV)
- Dime que me quieres (2001, serie TV)
- Los ochenta (2004, serie TV)
- El pacto (2009-2010, serie TV)
- Noches de Rock & Roll (2018, documental)

## Productor de otros
- 1980 Opera prima (Fernando Trueba)
- 1989 El baile del pato (Manuel Iborra)
- 1992 Orquesta Club Virginia (Manuel Iborra)
- 1993 Mi hermano del alma (Mariano Barroso)
- 1994 Entre rojas (Azucena Rodriguez)
- 1995 El dedo en la llaga (Alberto Lecchi)
- 1995 Hola, ¿estás sola? (Iciar Bollaín)
- 1995 Salto al vacío (Daniel Calparsoro)
- 1996 Más que amor, frenesí (Alfonso Albacete, Miguel Bardem y David Menkes)
- 1997 Latin boys go to hell (Elia Troyano)
- 1997 Atómica (Alfonso Albacete y David Menkes)
- 1998 Shacky Carmine (Chema de la Peña)
- 1998 Pepe Guindo (Manuel Iborra)
- 1998 Coraje (Alberto Durant)
- 1988 Un banco en el parque (Agustí Vila)
- 2000 Sagitario (Vicente Molina Foix)
- 2001 A mi madre le gustan las mujeres (Daniela Fejerman, Inés París)
- 2008 El truco del manco (Santiago Zannou)
- 2011 Evelyn (Isabel de Ocampo)

## Como actor

### Cine
| Año  | Película                                             | Personaje                     |
| ---- | ---------------------------------------------------- | ----------------------------- |
| 1978 | Sentados al borde de la mañana con los pies colgando | Sr. Ayuntamiento              |
| 1986 | Werther                                              | Profesor                      |
| 1987 | El pecador impecable                                 | Fraile                        |
| 1992 | Salsa Rosa                                           | Fede, el vecino.              |
| 1993 | ¿Por qué lo llaman amor cuando quieren decir sexo?   | Aurelio Castro                |
| 1994 | Todo es mentira                                      | Alejandro                     |
| 1994 | Todos los hombres sois iguales                       | Fernando                      |
| 1995 | Boca a Boca                                          | Cirujano plástico             |
| 1996 | Más que amor, frenesí                                | Fernando                      |
| 1996 | El amor perjudica seriamente la salud                | Maitre                        |
| 1997 | ¿De qué se ríen las mujeres?                         | Técnico de sonido             |
| 1998 | Atómica                                              | Ginecólogo (fiesta)           |
| 1999 | Sobreviviré                                          | Cura                          |
| 2002 | A mi madre le gustan las mujeres                     | Juez de paz                   |
| 2004 | Cosas que hacen que la vida valga la pena            | Encargado Chiquipark          |
| 2004 | Entre vivir y soñar                                  | Compañero Academia de francés |
| 2015 | Isla bonita                                          | Fer                           |
| 2017 | Operación Concha                                     | Director de cine              |
| 2018 | La Tribu                                             | Oficinista                    |
| 2021 | El club del paro                                     | Jugador mus 1                 |

### Series de televisión
| Año  | Serie                    | Canal     | Personaje    | Notas       |
| ---- | ------------------------ | --------- | ------------ | ----------- |
| 1991 | Las chicas de hoy en día | La 1      |              | 1 episodio  |
| 1994 | ¡Ay, señor, señor!       | Antena 3  | Matías       | 1 episodio  |
| 1998 | Más que amigos           | Telecinco |              | 1 episodio  |
| 2018 | Cuéntame cómo pasó       | La 1      | Él mismo     | 1 episodio  |
| 2018 | Paquita Salas            | Netflix   | Él mismo     | 1 episodio  |
| 2019 | Vida perfecta            | #0        | José Antonio | 3 episodios |
| 2020 | Diarios de la cuarentena | La 1      | Fermín Gómez | 8 episodios |

## Premios
Medallas del Círculo de Escritores Cinematográficos
| Año  | Categoría          | Película               | Resultado |
| ---- | ------------------ | ---------------------- | --------- |
| 1976 | Mejor cortometraje | Pomporrutas imperiales | Ganador   |
| 1977 | Mejor guion        | Tigres de papel        | Ganador   |
| 1977 | Premio revelación  | Tigres de papel        | Ganador   |

Premios Sant Jordi
| Año  | Premio                  | Película    | Resultado |
| ---- | ----------------------- | ----------- | --------- |
| 2015 | Mejor película española | Isla bonita | Ganador   |

Premios Cinematográficos José María Forqué
| Año  | Premio         | Resultado |
| ---- | -------------- | --------- |
| 2021 | Medalla de Oro | Ganador   |

Festival Internacional de Cine de Huesca
| Año  | Premio                  | Resultado |
| ---- | ----------------------- | --------- |
| 1989 | Premio Una Vida de Cine | Ganador   |

Premios Goya
| Año  | Categoría              | Película             | Resultado |
| ---- | ---------------------- | -------------------- | --------- |
| 1989 | Mejor guion adaptado   | Bajarse al moro      | Nominado  |
| 1989 | Mejor guion original   | Las cosas del querer | Nominado  |
| 1998 | Mejor guion adaptado   | Los años bárbaros    | Nominado  |
| 2004 | Mejor documental       | Hay Motivo           | Nominado  |
| 2015 | Mejor actor revelación | Isla bonita          | Nominado  |

Premios Berlanga
Premio de Honor Berlanga en la III edición de los Premios Berlanga (2024) 
Premio Ciudad de Alcalá de Cine Aficionado (1971) por “Ssoufle”
°F
Premio Acción 2024 Premio de Honor, concedido en su primera edición por la Asociación de Directores y Directoras de Cine. 